# Кошелев, Герасим Иванович
Герасим Иванович Кошелев (10 (20) июля 1671—5 (16) августа 1722) — начальник Канцелярии розыскных дел, президент Камер-коллегии (1722).
Происходил из рода Кошелевых. Был стольником царицы Прасковьи Фёдоровны (1692); затем служил в Преображенском лейб-гвардии полку, — дослужился до капитана. 
15 марта 1715 года был назначен главой новоучреждённой Канцелярии Подрядных дел. С этого же года — полковник. С 13 марта 1716 года исполнял обязанности начальника розыскной канцелярии В. В. Долгорукова, с декабря 1717 по ноябрь 1718 года возглавлял самостоятельную розыскную канцелярию. Затем был советником, а с 18 января 1722 года президент Камер-коллегии. До президентства заведовал высылкою в Санкт-Петербург на царские смотры дворянских недорослей.